# Gvajfenesin
Gvajfenesin, takođe poznat kao gliceril gvajakolat, je lek za iskašljavanje koji se uzima oralno i prodaje kao pomoćno sredstvo za uklanjanje sputuma iz respiratornog trakta. Hemijski, to je etar gvajakola i glicerina. Može se koristiti u kombinaciji sa drugim lekovima. Jedna studija iz 2014. je otkrila da gvajfenezin nema efekta na produkciju sputuma ili rasčišćavanje kod infekcija gornjih disajnih puteva.
Neželjeni efekti mogu uključivati vrtoglavicu, pospanost, osip na koži i mučninu. Iako nije dovoljno proučavan u trudnoći, smatra se da je bezbedan. Veruje se da deluje tako što čini izlučevine disajnih puteva tečnijim.
Gvajfenesin se koristi u medicini najmanje od 1933. godine. Dostupan je kao generički lek i bez recepta. U 2020. godini, to je bio 324. najčešće propisivani lek u Sjedinjenim Državama, sa više od 800.000 recepata.

## Medicinska upotreba
Gvajfenesin se koristi kao pomoć kod iskašljavanja guste sluzi, a ponekad se kombinuje sa antitusikom (sredstvo za suzbijanje kašlja) dekstrometorfanom, kao što je Mucineks DM ili Robitusin DM. Takođe se kombinuje sa efedrinom u tabletama primaten i bronkaid za simptomatsko olakšanje astme.

## Nuspojave
Iako se generalno dobro toleriše, neželjeni efekti gvajfenesina mogu uključivati alergijsku reakciju (retko), mučninu, povraćanje, vrtoglavicu ili glavobolju.

## Osobine
Guaifenesin je organsko jedinjenje, koje sadrži 10 atoma ugljenika i ima molekulsku masu od 198,216 .
| Osobina                  | Vrednost |
| ------------------------ | -------- |
| Broj akceptora vodonika  | 4        |
| Broj donora vodonika     | 2        |
| Broj rotacionih veza     | 5        |
| Particioni koeficijent ( | 0,7      |
| Rastvorljivost (logS, log(mol/L))       | -1,3     |
| Polarna površina (PSA, Å2)  | 58,9     |

## Literatura
- Hardman JG, Limbird LE, Gilman AG (2001). Goodman & Gilman's The Pharmacological Basis of Therapeutics (10. изд.). New York: McGraw-Hill. ISBN 0071354697. doi:10.1036/0071422803.
- Thomas L. Lemke; David A. Williams, ур. (2007). Foye's Principles of Medicinal Chemistry (6. изд.). Baltimore: Lippincott Willams & Wilkins. ISBN 0781768799.

## Spoljašnje veze
- „F.D.A. Study Worries Makers of Drugs”. The New York Times. 20. 10. 1981.

|  | Molimo Vas, obratite pažnju na važno upozorenje u vezi sa temama iz oblasti medicine (zdravlja). |